# کیرشایم (هسن)
کیرشایم (به آلمانی: Kirchheim) یک شهر در آلمان است که در هرسفلد-رتنبورگ واقع شده‌است. کیرشایم ۳٬۸۹۷ نفر جمعیت دارد.